# 邛縣
邛縣是明代四川的一個縣。洪武九年四月降邛州為縣，仍屬嘉定州。洪武十年五月省大邑縣入邛縣。十三年十一月復置，成化十九年二月復為州，直隸布政司。